# オオカンガルー
オオカンガルー(Macropus giganteus)は、哺乳綱双前歯目カンガルー科カンガルー属に分類される哺乳類。カンガルー属の模式種。

## 分布
オーストラリア東部（ヨーク岬半島から南オーストラリア州南東部にかけて、タスマニア州）の平原や丘陵地帯の森林や草原。

## 形態
体長オス105 - 150センチメートル、メス117センチメートル。尾長73 - 100センチメートル。体重オス4 - 66キログラム、メス3.5 - 32キログラム。メスよりもオスの方が大型になる。尾を使って立ち上がると2メートルになるオスの個体もいる。オオカンガルーはカンガルー属内でも上から2番目に大型で、種小名giganteusは「巨大な」の意で和名とほぼ同義。体色は灰色。尾の先端は黒い。
吻端は体毛で覆われ、吻端の体毛が無く皮膚が露出した部分（鼻鏡）は小型。体毛は短く羊毛状。育児嚢はメスのみが持ち、入り口が筋肉でできているため、メスの意思で開閉の調節が可能である。

## 分類
Macropus giganteus giganteus Shaw, 1790
Macropus giganteus tasmaniensis Le Souef, 1923
タスマニア島東部

## 生態
草原や開けた森林など、様々な環境に生息する。夜行性の中の「薄明薄暮性」の習性を持ち、昼間は良く茂った低木地の日陰などで休む。優位なオスと、約3頭ずつの雌雄からなる群れを構成する。群れを構成する個体は流動的。群れ同士が合わさって最大100頭ほどの群体になることもある。オス同士では尾でバランスを取り前肢で引っ掻いたり、後肢で蹴りを繰り出すボクシングのような闘争を行う。闘争は力比べであり、相手より大きく見せるため、尾で体を支えて背伸び立ちして胸を張り、相手の動きを両前肢で掴んで封じ、後肢で腹部を蹴り上げて攻撃する。前進は、徐行の時は両前肢と尾を地面につけ、体を支えて後肢を前に進める。ジャンプ移動は両前肢を地面につけず、後肢を揃えて跳躍し、尾はバランス調整に用いる。ジャンプは高さ約2メートル、距離約8メートル。時速40～50キロメートルで走る。
主に草本の葉を食べる。食事の時間は主に明け方と夕方であるが、夜間に取ることもある。
繁殖様式は胎生。周年繁殖するが、主に夏季に繁殖する。妊娠期間は約36日。1回に1頭の幼獣を産む。幼獣は体長約2センチメートル、体重約1グラムの未熟児状態で生まれ、育児嚢内の4つの乳頭の1つに吸いつき授乳する。乳頭は幼獣の口内で先端が膨らみ抜けにくくなる。母乳を吸いながら生後約360日は、育児胆の中で生活する。排泄物は母親が舐めて除去する。育児嚢に幼獣がいる状態で交尾が行われると受精卵は子宮に着床せず、胚の発生も休止されるが、幼獣が死亡もしくは成長して育児嚢を出ると、胚は発生を再開させるという「着床遅延」現象を起こすため、カンガルー類の妊娠期間は非常に長いと言われている。生後約5カ月で幼獣の目が開いて育児嚢から顔を出す。8ヶ月経つと体毛が生えて育児嚢を出入りするようになり、9カ月の頃にはジャンプができるようになる。オスは生後20か月、メスは生後17か月で性成熟する。子供が生後10～12ヶ月経つと、母親は次の出産準備のため、子供の育児嚢への侵入を拒否するようになるが、授乳は2年ほど認めるため、子供は顔だけを育児嚢に突っ込んで母乳を飲む。

## 人間との関係
オーストラリアでは食用とされて、肉は海外にも輸出されているほか、毛皮は様々な用途に利用されている。
生息数は多く安定しており、絶滅のおそれは低いと考えられている。州によって保護の対象とされているが、農作物の被害を防ぐ目的などで政府や州の許可が下りれば狩猟されることもある。2010年には1100万頭が生存していたとされる。
飼育下での平均寿命は10～15年。日本のひびき動物ワールドで18年生きた記録がある。